# Утиное яйцо (рыбка)
«Утиное яйцо» — породная разновидность Нанкин; одна из искусственно культивированных декоративных пород аквариумной «золотой рыбки» (лат. Carassius gibelio forma auratus (Bloch, 1782)) тело вместе с головой которой белое и похоже на утиное яйцо.

## История происхождения
Данная разновидность была выведена в Японии из породы золотой рыбки «Нанкин».

## Описание
Тело (вместе с головой) овальное, как яйцо, спинной плавник отсутствует, заднепроходный несколько удлинен, а хвостовой двойной, причем каждая из половин образует закругление вроде серпа.

### Окрас
Цвет тела совершенно белый. Все плавники белого или розоватого цвета. Жаберные крышки, как и основания плавников, багряно-красного насыщенного цвета.

## Условия содержания и размножения
Рыб содержат при:
- Жёсткость воды (gH) от 6 до 18°;
- Кислотность воды (pH) около 70;
- Температура (t) 15-25 °C.

### Кормление
К кормам неприхотливы и всеядны: едят как живую, так и растительную пищу, а также сухие корма.

### Размножение
Половозрелость и возможность их размножения наступает через год после вылупления мальков из икринок. Подготовка к нересту аналогична описанной для других карповидных: нерестовик обустраивается в центре 100—150 литрового аквариума с нерестовой решеткой, одним или двумя распылителями и пучком мелколиственных растений в центре. На одну самку 2-х самцов. Плодовитость от 2 до 10 тыс. икринок. Личинка выходит через 2 суток. На 5-й день мальки начинают плавать. Кормление мальков — коловраткой.
Для разведения:
- Показатели жёсткости воды (gH) 8-15°;
- Кислотность воды (pH) 7,0-8,0;
- Температура (t) 22-28 °C.

## В аквариумистике и прудовом хозяйстве
Рыбка подходит для содержания в холодноводном аквариуме с большим пространством для свободного плавания. Красива в оранжереях. Благодаря выносливости породы, её можно содержать в декоративном пруду на улице. Предпочитает сообщество себе подобных, яркий свет и обилие свободного пространства. Эффективная фильтрация и регулярная подмена воды. При оформлении водоема рекомендуется использовать сыпучий мелкофракционный грунт, камни, коряги, живые или пластиковые растения, в том числе плавающие.
Недопустимо содержание этих рыбок в круглых аквариумах, в которых очень слабый водный газообмен из-за сужающегося кверху отверстия ёмкости и рыбки задыхаются. Желательный объем для содержание — от 100 литров воды на одну особь.